# Maruts

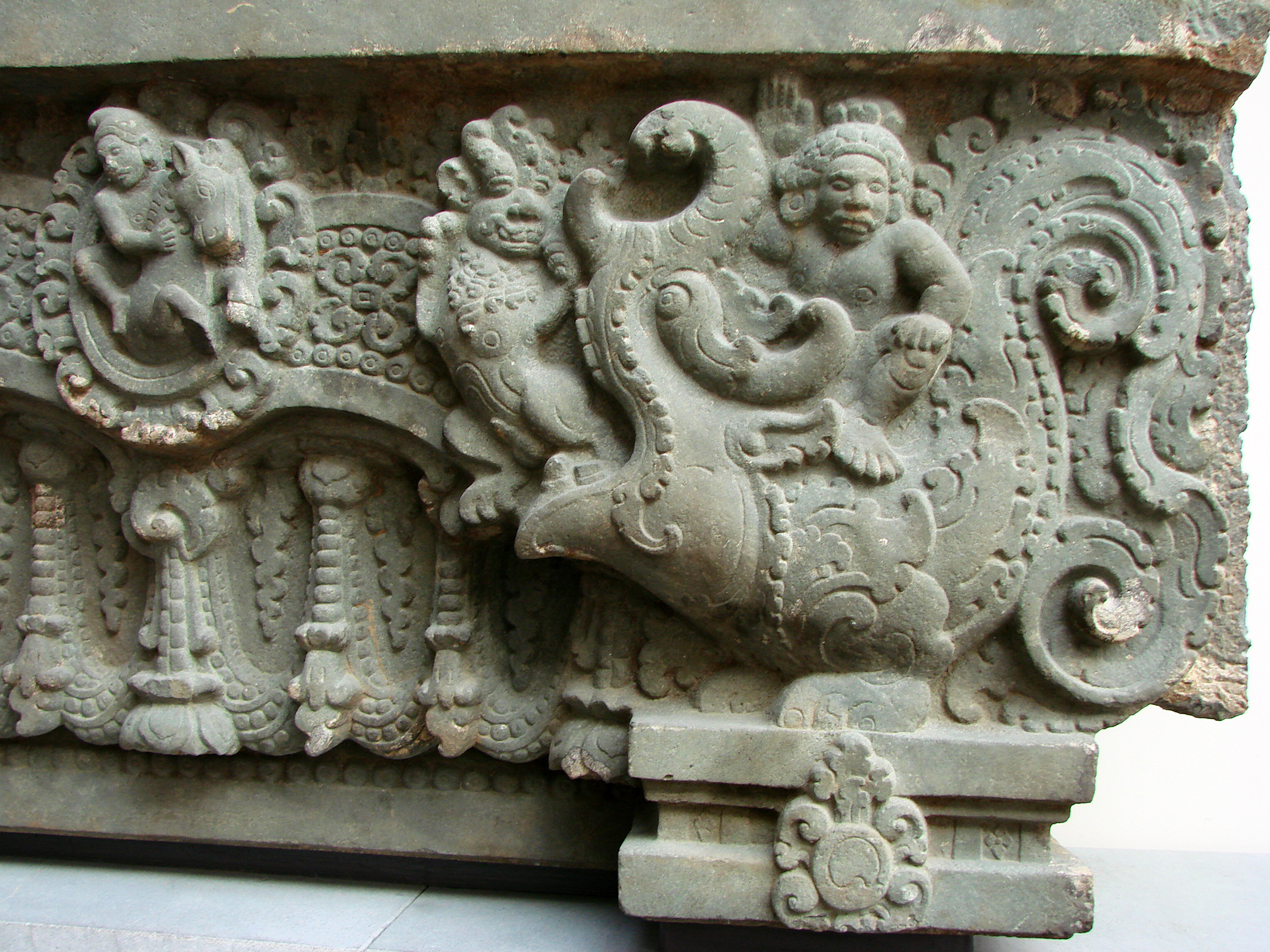
Maruts. 1ère moitié du VIIe siècle, province de Kompong Thom, Cambodge, Musée Guimet

Les Maruts ou Marutas sont des divinités de la mythologie védique cités dans le Rig-Véda. Ils sont les dieux des vents venant du nord-ouest et tempêtes ; il en est dénombré jusqu'à 180 mais leur nombre varie selon les textes (il y en a par exemple 11 dans le  Mahābhārata qui représentent autant d'aspect du dieu Rudra, qui est aussi leur père). Ils sont les compagnons de guerre d'Indra, et proches de Vayu, et d'Agni.
Dans le Rāmāyaṇa ils sont les fils de Diti et Kashyapa.
Ils représentent également la transformation divine des groupes de jeunes guerriers (Männerbund) qui ont joué un rôle majeur dans l'expansion des peuples indo-européens.

## Les Maruts, représentation duMännerbund
Les Maruts sont le type même du Männerbund : un groupe de jeunes hommes du même âge, constituant une fraternité élective. Ils se partagent une seule femme ou plusieurs, mais ne sont pas mariés. Ce sont des guerriers redoutables pour leurs ennemis, secourables à leurs amis. Ils sont aussi des sages, des magiciens et des poètes (ils sont même assimilés à des brahmanes), des musiciens, des chanteurs et des danseurs,. 
Sur le plan social, ils représentent un Männerbund aristocratique, analogue à la fiana irlandaise. Ils portent de riches parures et se déplacent en char. Leurs riches ornements sont inattendus pour des guerriers. Contrairement au Männerbund archaïque, les hymnes védiques ne mentionnent ni contacts avec le monde des morts, ni métamorphoses animales mais mettent en évidence leur « couleur d'or », leur « peau solaire », leur « brillance ».

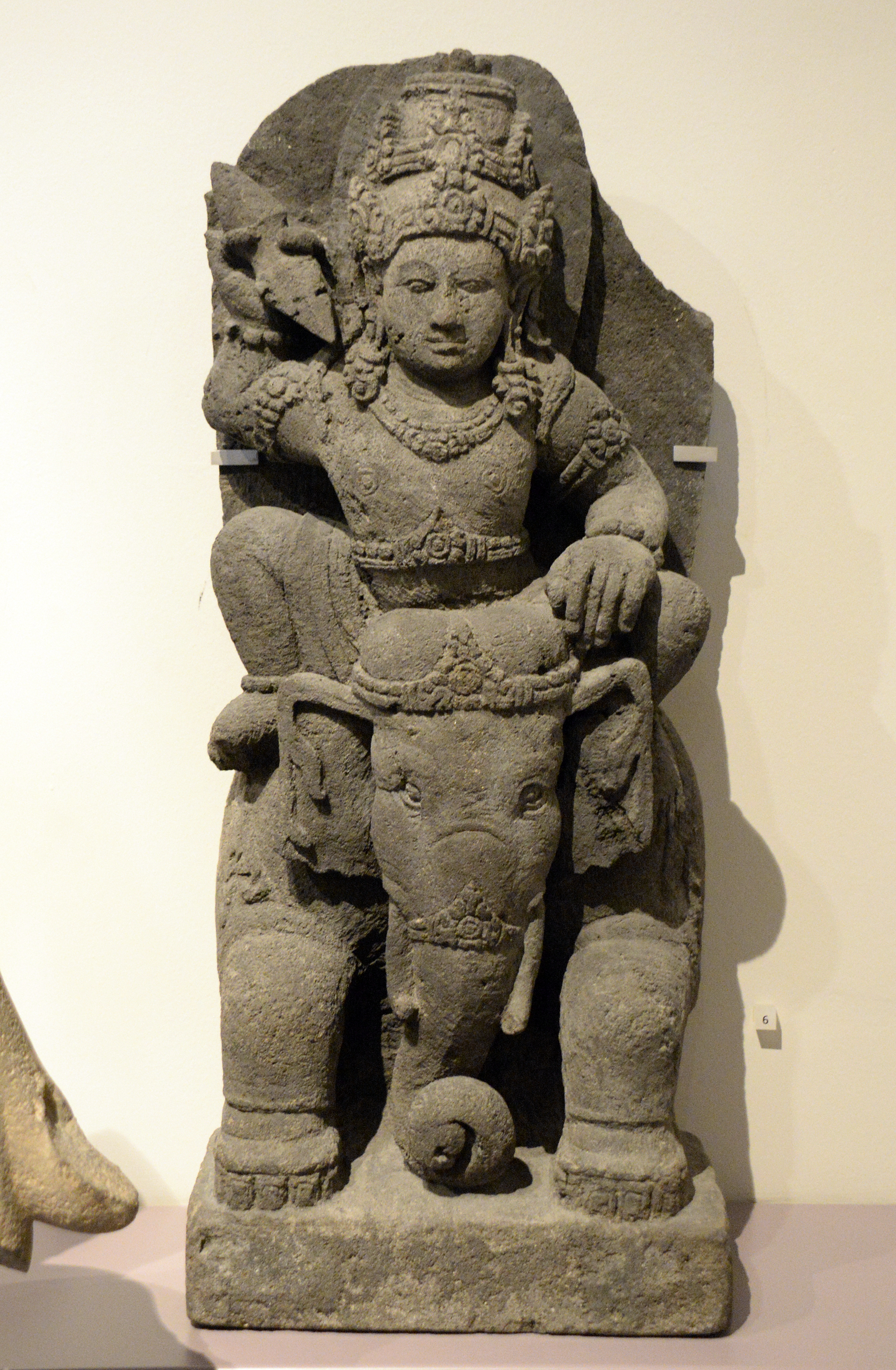
Indra, dieu de la guerre et des orages, XIe siècle, Java

Leurs rapports avec Indra sont compliqués et parfois conflictuels. Ils évoquent ceux des compagnons avec leur seigneur au sein de la société héroïque.

## Vents et tempêtes
Ces jeunes guerriers sont dès le Rig-Véda associés aux vents et à la tempête, si bien que leur nom en devient ensuite une désignation. En effet, la tempête est l'homologue du combat.

## Compagnons d'Indra
Les Maruts, fils de Rudra (ou simplement Rudrás), affichent parfois la malveillance de leur père et sont également repoussés et dépréciés. Cependant, ils emploient également leurs compétences dans une guerre utile en tant que guerriers qui accompagnent le dieu guerrier Indra dans tous ses exploits célestes (RV I 100.101.165). Généralement, ce sont ses associés constants au combat.
En accompagnant Indra dans ses exploits martiaux, les Maruts font plus que simplement se battre. Ils chantent aussi des hymnes de louange et sont appelés les chanteurs du ciel (RV V 57, 5). Leur chant est perçu comme puissant puisqu'avec lui ils créent la puissance d'Indra, fendent une montagne avec le son de la trompette ou font briller le soleil. Leurs prières, hymnes et chants sont, parallèlement à leurs combats, perçus comme une aide à Indra. Il est significatif que les Maruts chantent un hymne de louange juste après le meurtre du dragon par Indra – Vṛtrá (RV V 29, 2 ; 30, 6). C’est l’une des nombreuses attestations de poésie orale indo-européenne née de l’éloge et de la gloire de l’excellence des guerriers au combat.